# Бессрочное задержание
Бессрочное задержание — лишение свободы арестованного правительством или правоохранительным органом без суда. Является спорной практикой со стороны любого правительства или органа, нарушающей многие национальные и международные законы, включая законы о правах человека. В последние годы правительства бессрочно задерживали подозреваемых в причастности к терроризму, объявляя их вражескими комбатантами. Большинство государств Запада и группы по защите прав человека отрицательно относятся к бессрочному содержанию под стражей.

## Отдельные государства

### Австралия
В 1994 году бессрочное задержание начало применяться в Австралии, когда новое законодательство убрало ограничение на 273 дня для вьетнамских, китайских и камбоджийских беженцев; предыдущие законы также позволяли бессрочно содержать под стражей указанных людей. В 2004 году Высокий суд Австралии в деле Аль-Катеба против Годвина постановил, что бессрочное содержание под стражей лиц без гражданства является законным.
Все штаты и территории (за исключением Нового Южного Уэльса) позволяют бессрочно содержать под стражей насильственных или сексуальных преступников, которые, как считается, могут повторить свои преступления.

### Великобритания
В ноябре 2001 года, после террористических актов 11 сентября, в Великобритании был принят Закон о борьбе с терроризмом, преступностью и о безопасности. Он предусматривал возможность внесудебного бессрочного заключения иностранных граждан по подозрению в причастности к терроризму в том случае, когда их нельзя депортировать на родину из-за угрозы применения к ним пыток. На основании этого положения в 2001—2003 годах 16 человек во внесудебном порядке содержались в тюрьме Белмарш.
Девять из них обжаловали своё заключение в британских судах и в 2004 году дело дошло до Палаты лордов, которая постановила, что бессрочное содержание под стражей нарушает Закон о правах человека и Европейскую конвенцию по правам человека.
После этого был принят Закон о предотвращении терроризма, который заменял внесудебное заключение для иностранных граждан по подозрению в причастности к терроризму так называемыми приказами о мерах ограничения свободы, предусматривающими различные ограничения для таких лиц. Этот закон распространялся также на британских граждан, подозреваемых в причастности к терроризму.

### Малайзия
В Малайзии до 2012 года действовал Закон о внутренней безопасности (ISA), принятый в 1960 году, который позволял бессрочное содержание под стражей без суда в течение 2 лет и дольше по мере необходимости. В 1965 году аресту была подвергнута большая группа лидеров и активистов Народного социалистического фронта, в том числе Абдул Азиз Исхак. Только в ходе т. н. операции «Лаланг» 27 октября 1987 года по этому закону было арестовано 106 человек и отозваны лицензии на выпуск двух ежедневных газет («Стар» и «Эсин Чю Джит По») и двух еженедельников («Санди Стар» и «Ватан»). Поводом послужило несогласие оппозиции с политикой правительства в отношении китайских школ. В последнее время в связи с активизацией деятельности оппозиции в стране в правящих кругах Малайзии снова раздаются голоса в пользу разработки закона, который бы позволял превентивное задержание. Эту идею поддерживает и бывший премьер-министр Малайзии Махатхир Мохамад.

### Сингапур
В Сингапуре Закон о внутренней безопасности позволяет правительству арестовывать и бессрочно задерживать лиц, которые несут угрозу национальной безопасности. 1 февраля 1963 года на основе этого закона В Сингапуре было арестовано 107 политических и профсоюзных деятелей левого толка, в том числе журналист и президент Народной партии Сингапура Саид Захари, который провёл в застенке 17 лет.

### Израиль
Израильский закон о полномочиях при чрезвычайных ситуациях (аресты) 1979 года позволяет военному министру назначать задержание на срок шесть месяцев и затем продлевать этот срок бесконечно. Согласно Военному приказу 1591, израильские военные командиры на Западном берегу реки Иордан могут издавать приказ об административном задержании и продлевать его на срок до шести месяцев, если «у них есть законные основания полагать, что обстановка в сфере общественной безопасности или безопасности местности диктует необходимость осуществления задержания». Эти приказы в течение восьми дней должны быть утверждены военными судьями. По данным на май 2019 года, на этом основании в заключении в Израиле содержались около 500 палестинцев. В настоящее время общий срок задержания ограничен пятью годами.

### США
Касательно граждан США, обвиняемых в поддержке терроризма, сенатор Линдси Грэм заявил перед сенатом: «Когда они говорят: „Я хочу своего адвоката“, вы говорите им: „Заткнись. Ты не получишь адвоката. Ты вражеский комбатант, и мы собираемся поговорить с тобой о том, почему ты присоединился к Аль-Каиде“».
В США бессрочное содержание под стражей используется для содержания подозреваемых в терроризме. Эта весьма спорная практика в настоящее время пересматривается. Согласно Американскому союзу защиты гражданских свобод, раздел 412 Патриотического акта США позволяет бессрочно содержать под стражей иммигрантов; широкую огласку получило дело содержавшегося в тюрьме свыше трёх лет во внесудебном порядке Хосе Падильи, чьё последующее судебное преследование и осуждение в США было весьма спорным. Международный комитет Красного Креста подвергал критике бессрочное содержание под стражей заключённых в Гуантанамо.
29 ноября 2011 года Сенат США отклонил предложенную поправку к Закону о национальной обороне на 2012-й финансовый год, которая бы запретила правительству США бессрочно содержать под стражей собственных граждан; это привело к критике о том, что хабеас корпус в США был подорван. Конгресс и Сенат одобрили Закон о национальной обороне в декабре 2011 года и президент Барак Обама подписал его 31 декабря 2011 года. Новое положение закона о бессрочном задержании было осуждено как «историческое нападение на американскую свободу». Американский союз защиты гражданских свобод заявил, что «сегодняшнее деяние президента Обамы — это пятно на нём, потому что он всегда будет известен как президент, который узаконил бессрочное содержание под стражей без суда и следствия».